# Dognipelo
Dognipelo o Tuttapelosa (Allerleirauh) è una fiaba popolare tedesca, resa celebre dalla versione che ne fu fatta dai fratelli Grimm. Dalla seconda edizione del 1819, è registrata come fiaba numero 65, mentre nel sistema di classificazione ATU è inserita nella categoria 510B, "Amore innaturale". Tra i racconti meno noti dei Grimm, appare quasi esclusivamente soltanto nelle raccolte complete delle loro opere, in quanto la tematica che apre la storia – il desiderio carnale di un padre per la propria figlia – la rese spiacevole alla maggior parte degli editori.

## Trama
Un re promette alla moglie morente che, nel caso dovesse risposarsi, lo farà solo con una donna bella quanto lei e con gli stessi capelli dorati. Dopo un lungo periodo di lutto, i suoi consiglieri lo sollecitano a prendere una nuova consorte, ma i messaggeri inviati a cercare una candidata non riescono a trovare nel mondo una donna bella come la regina defunta, né con i medesimi capelli biondi.
L'unica che soddisfi i requisiti è la figlia, e il re, notando quanto somigli alla madre, si innamora violentemente di lei e decide di sposarla nonostante l'opposizione dei suoi consiglieri. La fanciulla, sconvolta, cerca di ritardare il matrimonio chiedendo tre vestiti, uno dorato come il Sole, uno argenteo come la Luna e uno splendente come le stelle, oltre a un mantello confezionato con le pelli di tutti gli animali e gli uccelli del regno, confidando che il padre fallirà, ma le sue speranze vengono disattese quando l'uomo riesce a procurarglieli tutti. Così, la notte prima del matrimonio, decide di fuggire, sporcandosi di fuliggine il viso e le mani, indossando il mantello di pelli per nascondersi, e portando con sé, in un guscio di noce, i tre vestiti e tre oggetti d'oro: un anello, un fuso e un aspo. Dopo aver camminato per tutta la notte, la principessa si addormenta nella cavità di un albero e la mattina dopo viene trovata dal re proprietario del bosco durante una battuta di caccia. Mosso a pietà, questi acconsente a darle un posto da sguattera nelle cucine, dove, a causa del suo mantello, viene chiamata "Dognipelo".

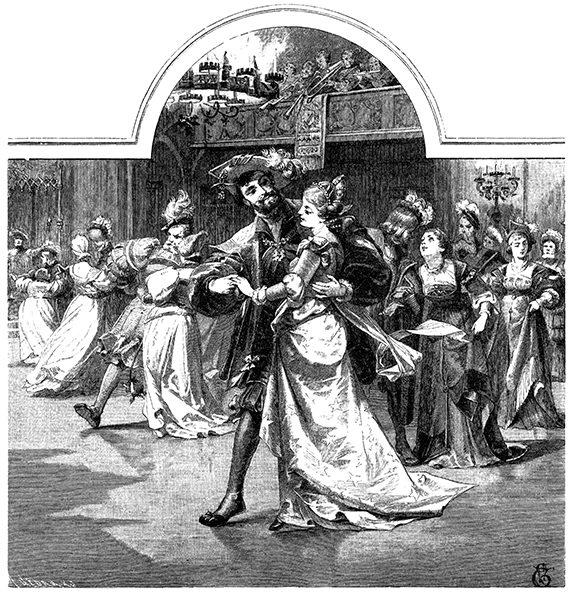
Dognipelo balla con il re. (Illustrazione di Philipp Grot Johann.)

Una sera, il re organizza un ballo, a cui Dognipelo ottiene di stare a guardare, ed invece partecipa indossando il vestito dorato. Il monarca si innamora di lei, ma, al termine delle danze, la ragazza fugge e si copre di nuovo con il suo travestimento di pellicce e fuliggine. Tornata in cucina, il cuoco la richiama a cuocere la zuppa per il re e Dognipelo ci fa cadere dentro appositamente l'anello d'oro. Interrogati dal sovrano su come ci sia finito dentro, sia lei che il cuoco dichiarano di non saperlo. Durante un ballo successivo, la ragazza si presenta con il vestito argenteo, ma fugge di nuovo; poco dopo, nella zuppa del re viene ritrovato il fuso, e anche questa volta nessuno sa come ci sia finito.
La sera del terzo ballo, Dognipelo si presenta indossando il vestito splendente come le stelle. Il re le infila al dito un anello d'oro senza che lei se ne accorga, e ordina che le danze durino di più: per questo la fanciulla torna in cucina in ritardo e non ha tempo di cambiarsi, così copre semplicemente l'abito con il mantello e prepara la zuppa, facendoci cadere dentro l'aspo. Chiamata dal re per essere interrogata su come ci sia finito dentro, il sovrano vede l'anello al suo dito e la prende per mano per trattenerla: quando Dognipelo cerca di liberarsi, il mantello si schiude, rivelando il vestito splendente come le stelle. Il re rimuove quindi il travestimento e, scoperta la sua identità, la sposa, vivendo felicemente per il resto della vita.

## Origini
L'originaria stesura manoscritta di Jacob Grimm del 1810, Allerlei Rauch, è fondata su una narrazione (Allerley-Rauch) contenuta nel romanzo Schilly di Karl Nehrlich (1798). Ne fu influenzata anche la prima edizione del 1812, Allerlei-Rauh, che per il resto proviene dalla tradizione orale, trasmessa da Dortchen Wild e raccolta da Wilhelm Grimm il 9 ottobre 1812. Negli anni e nelle edizioni successive, Wilhelm apportò delle significative modifiche a tutte le fiabe per adattarle al pubblico infantile, e così facendo venne creata una versione definitiva, intitolata Allerleirauh, che fu data alle stampe nel 1857. A livello di contenuti, nella versione del 1810 l'eroina scappa non dal padre, ma da una matrigna arrabbiata per le attenzioni riservatele da un duca, nel cui castello si nasconde e con cui poi si fidanza; la versione del 1812 precisa che il re che ritrova Dognipelo nel bosco è il suo fidanzato, suggerendo quindi che potrebbe trattarsi sempre di suo padre, giacché a lui era promessa in sposa: l'incesto quindi si realizzerebbe con le nozze celebrate a fine fiaba.
Riguardo alle fonti, la fiaba di Dognipelo unisce storie originarie dell'Assia e di Paderborn. In quest'ultima, la fanciulla scappa indossando il mantello sopra i tre vestiti e dorme in cima a un alto albero per paura delle bestie selvagge, venendo trovata dai taglialegna del re, che abbattono la pianta facendo in modo che cada senza ferirla. Portata al castello per servire nelle cucine, prepara una zuppa tanto buona che il re le chiede di sedersi tutti i giorni vicino a lui per spidocchiarlo, finché, avendo intravisto la manica del vestito splendente come le stelle, le fa strappare il mantello di pelli. In un'altra variante ancora, «dei dintorni di Paderborn», Dognipelo si fa passare per muta. Un giorno il re la colpisce con una frusta, strappando il mantello di pelli e rivelando il vestito dorato sottostante. In entrambe le versioni, il padre della ragazza viene punito: è egli stesso a pronunciare la sentenza che non potrà più regnare. In una versione ulteriore, la protagonista viene scacciata dalla matrigna, perché è stata lei (e non la sorellastra) a ricevere in dono un anello da un principe straniero, anello che, alla corte di quest'ultimo, verrà trovato sotto il pane bianco o nel brodo.
Una variante del finale, raccolta da ignoto presumibilmente fra il 1812 e il 1815, venne riportata dai Grimm, con modifiche, nel volume delle note.

## Fiabe simili e versioni
La storia della giovane donna che scappa travestita dalla casa paterna per evitare l'incesto è presente in quasi ogni cultura europea. Che un re vedovo intenda sposare la propria figlia si ritrova sovente come motivo autonomo, a partire dal XII secolo, nella letteratura occidentale, ma è quasi completamente evitato nelle fiabe, ad eccezione delle raccolte curate dai fratelli Grimm, Giambattista Basile e Charles Perrault.

### Fiabe simili
Il sistema Aarne-Thompson-Uther (ATU) classifica Dognipelo nel gruppo di fiabe AT 510B, "Amore innaturale", una delle due sottocategorie di AT 510, "Cenerentola e Cap o' Rushes"; l'altra sottocategoria è AT 510A, "Eroina perseguitata", cui appartiene Cenerentola. Sia il gruppo 510A che il 510B raccolgono storie in cui le protagoniste sono oppresse da fattori esterni, con la differenza che nel 510B non c'è nessuna matrigna cattiva, e l'eroina abbandona la casa paterna per esplorare il mondo, indossando un travestimento che non ne riveli la bellezza. Oltre al camuffamento, le caratteristiche principali di questo ciclo fiabesco sono la posizione della protagonista come serva al castello, e il fatto che il suo amato la veda non travestita (la circostanza in cui succede è ininfluente, così come la tempistica del matrimonio, anche se molte storie preferiscono non farlo avvenire immediatamente). Possono invece essere due le ragioni del suo allontanamento da casa: un'opzione è il genitore incestuoso, l'altra è che venga cacciata dopo aver paragonato l'amore del padre per lei al sale, similitudine per cui egli s'offende. Nella sua raccolta di 345 fiabe affini a Cenerentola compilata nel 1892, Marian Roalfe Cox ha separato in due categorie, in base all'episodio d'apertura, i racconti che sarebbero poi stati inclusi nel gruppo AT 510B, identificando con il nome Catskin 76 fiabe con il padre incestuoso, e come Cap O' Rushes altre 18 storie contenenti la scena del sale.
Fiabe simili sono state riportate da Zingerle, Meier (fiaba n. 48) e Pröhle (fiaba n. 10 nelle Märchen für die Jugend, o Fiabe pella gioventú). Dognipelo presenta affinità con Pelle d'asino di Perrault, l'incipit di Doralice di Straparola, L'orsa di Basile, e Die Kaisertochter im Schweinestall (La figliuola dell'imperatore nel porcile), n. 3 di Schott (nella parlata dei Valacchi di Moravia). Hans-Jörg Uther cita anche Die Nymphe des Brunnens (La ninfa del pozzo) (1783), da Volksmährchen der Deutschen (Fiabe popolari dei tedeschi) di Johann Karl August Musäus, mentre Cox due racconti di Johann Georg von Hahn apparsi nella sua raccolta Griechische und Albanesische Märchen (Fiabe greche e albanesi) del 1864. Fiabe dei Grimm dalla struttura simile (21, 71a) spiegano diversamente la fuga della protagonista. In una leggenda delle Fær Øer, il re sposerà solo colei cui starà la taglia delle vesti della moglie defunta (Sagabibliothek 2, 481). Simile a Dognipelo è inoltre la storia di Santa Dinfna.

### Versioni televisive
L'episodio 7 della serie TV Storyteller (1988), tratto da "un'antica fiaba tedesca", fonde Cenerentola e Dognipelo per raccontare la storia della principessa Sapsorrow, costretta a sposare il padre perché è l'unica a cui stia l'anello della madre defunta. Tre anni dopo essere scappata indossando un mantello di pelli, Sapsorrow, soprannominata "Straggletag" a causa del proprio aspetto selvatico, lavora nelle cucine di un arrogante principe, e la sua identità viene svelata facendole indossare la scarpetta che ha perso durante il terzo ballo.

### Versioni letterarie
Nel 1989, Charlotte Huck pubblicò una variante di Dognipelo intitolata Princess Furball, sostituendo il padre incestuoso con un orco. Spiegando la modifica, Huck dichiarò: "Sebbene creda che in qualche momento dell'educazione sessuale di un bambino, lui o lei dovrebbe imparare cosa sia l'incesto, non penso che una simile informazione dovrebbe venire da una fiaba! Siccome ho trovato rivisitazioni che lo eliminavano, ho deciso di non includerlo".
Nella versione riscritta da Jane Yolen in How to Fracture a Fairy Tale, il re riesce effettivamente a sposare la figlia, che non contesta il gesto, desiderando essere amata dal genitore. Philip Pullman, nel commento alla sua raccolta Le fiabe dei Grimm per grandi e piccoli, del 2012, propone un ampliamento del finale, in cui il padre della fanciulla ricompare e cerca di violentarla: fermato dalle guardie, viene impiccato e le sue braccia tagliate; la notte successiva, le braccia cercano di strangolare il marito di Dognipelo, ma la giovane riesce a bruciarle.

## Analisi
Opinione prevalente è che Dognipelo sia un ammonimento contro l'incesto: per Judith Lewis Herman, ad esempio, serve ad avvertire le giovani ragazze della pericolosità di restare sole con un padre vedovo, giacché il loro futuro dipenderà dalla nuova moglie da lui scelta, che potrebbe essere una matrigna cattiva o la figlia stessa.
Per Marianne Hirsch la fiaba è una drammatizzazione dello sviluppo femminile in un contesto dove il padre detiene il potere assoluto anche sul corpo della figlia, e Dognipelo "emerge come un eroe particolarmente femminile" in grado di comprendere e manipolare il mondo in cui vive. Il travestimento, oltre a renderla sessualmente poco attraente fino alla comparsa del compagno giusto, le permette di "superare la terribile reclusione delle donne nelle fiabe, esplorare il mondo e sperimentare identità diverse". Nell'interpretazione di Peter Brooks, sembra chiedersi "perché le ragazze crescono, lasciano le loro case e i loro padri, e sposano altri uomini?"; il tema centrale sarebbe il desiderio paterno corrotto, e la protagonista si qualificherebbe come un "oggetto eccessivamente erotizzato" che, persi gli attributi che lo rendono desiderabile, riacquista gradualmente la propria natura erotica in una situazione in cui tale connotazione è accettabile.
Pascale Comoretto propone come temi centrali l'attraversamento femminile dell'adolescenza e l'abbandono del complesso di Edipo, rappresentato dalla madre, morta metaforicamente all'inizio della storia "per far sbocciare liberamente la figlia". Comoretto ritiene però paradossali le richieste fatte dalla principessa per dissuadere il padre, in quanto esige oggetti in grado di renderla più desiderabile; analogamente, per James M. McGlathery il suo piano equivale a rivolgere al genitore un invito inconsapevole a darle prova della sua devozione, suggerendo che sia felice delle attenzioni che le riserva. Margaret R. Yocom arriva a teorizzare che la principessa potrebbe effettivamente sposare suo padre al termine della storia, in quanto il testo dei Grimm non afferma esplicitamente che i re coinvolti siano due e diversi. La confusione tra le due figure, riscontrata da più di un critico, deriva dal fatto che sia il padre che il successivo padrone/sposo vengono chiamati semplicemente "il re".
La fiaba non prevede alcuna punizione per il re incestuoso, salvo la perdita della figlia. Per McGlathery, ciò indica che l'episodio d'apertura sia "una rappresentazione maliziosamente comica di alcuni aspetti della crisi emotiva vissuta da molti padri e figlie quando queste ultime raggiungono l'età da marito"; di opinione simile Bruno Jöckel, per cui il padre incarna, per la figlia, il sesso maschile in generale. Maria Tatar sottolinea invece che la rimozione di una punizione per il padre "faceva parte di una tendenza seguita praticamente da tutti coloro che contribuirono alla produzione delle grandi raccolte di racconti popolari del diciannovesimo secolo". Per Elizabeth Marshall, i Grimm scrissero la fiaba in modo da assolvere il padre e spostare la colpa del suo desiderio sulla madre e sulla promessa che gli aveva strappato in punto di morte. Ulteriori colpe verrebbero fatte a Dognipelo: siccome il padre la nota soltanto quando entra nella pubertà scoprendo la propria sessualità tramite il ciclo mestruale, "ella 'conosce' il sesso, [ed] è ora colpevole se il padre la viola"; la fiaba "suggerisce che il pericolo inerente nell'incesto padre-figlia non sia l'atto stesso, ma [il fatto di] conoscerlo e potenzialmente parlarne". Marshall ha inoltre criticato la scelta di Charlotte Huck di eliminare l'incesto da Princess Furball, in quanto "anche lei [come i Grimm], associa l'incesto meno alla violenza che alla sessualità".
Nel testo originale in tedesco, per la principessa vengono usati pronomi neutri, anziché femminili, mentre indossa il travestimento di Dognipelo, un dettaglio che Yocom considera queer. Jean Bellemin-Noël vede nel racconto un elogio all'analità, ricco di riferimenti alla pulsione anale, come la sporcizia probabilmente contenuta nel mantello di pelliccia, e i compiti legati allo sporco che vengono affidati a Dognipelo nella cucina del castello reale.

## Adattamenti

### Televisione
- Allerleirauh (1977), di Rudolf Jugert, con Maresa Hörbiger.[42] Qui la principessa è una donna prelevata dalle guardie contro la propria volontà per sposare il sovrano.
- Le fiabe son fantasia (1987), episodio 2x11. Questa versione, intitolata Millepelli in italiano, inizia con una lunga sequenza, assente dalla versione dei Grimm, in cui il padre insegue la figlia per portare a compimento le proprie intenzioni incestuose, dando infine fuoco all'intero palazzo. La protagonista è quindi restia ad accettare l'amore del principe a causa del disturbo da stress post-traumatico causatole dal padre, e puntualmente fugge da ogni festa tormentata dai ricordi.[43]
- Simsalagrimm (2010), episodio 3x02. In questa versione, intitolata erroneamente Pelle d'asino in italiano, la principessa si chiama Emily e deve sposare il malvagio consigliere Sylvester. Gli oggetti d'oro che porta con sé sono un anello e un piccolo flauto, mentre l'urgenza di far capire al re Finn la sua vera identità è dovuta all'arrivo a palazzo di Sylvester, che inizia a sospettare chi si nasconda sotto il mantello.[44]
- Le più belle fiabe dei fratelli Grimm (2012), episodio 5x04, con Henriette Confurius. Qui la principessa si chiama Lotte e il re Jakob capisce la sua identità già dopo il secondo ballo. La terza festa serve solo come conferma dei suoi sospetti.[45]

### Teatro
- The Secret in the Wings: A Fairy Tale Show (1991), di Mary Zimmerman.[46] Il finale della storia di Dognipelo qui è piuttosto ambiguo, poiché i narratori si contraddicono spesso l'un l'altro sulle azioni compiute dai personaggi.